# Giurdignano
Giurdignano es una localidad italiana de la provincia de Lecce, región de Puglia, con 1.856 habitantes.
Situada en la tierra interior de Otranto en la comarca de Salento central, la comuna es llamada "el jardín megalítico de Italia" (il Giardino Megalitico d'Italia) por la cantidad de menhires y dolmenes presentes en su territorio.

## Geografía

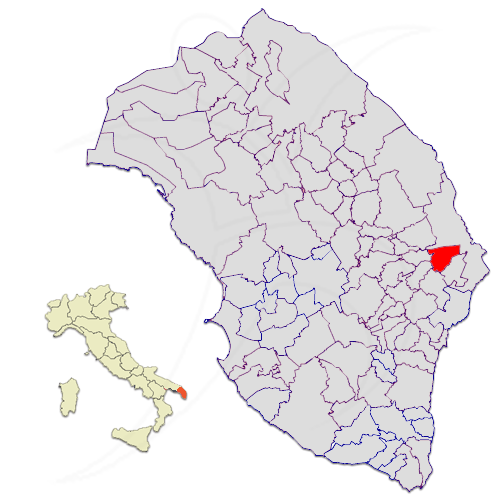
Ubicación de la ciudad de Giurdignano dentro de la provincia de Lecce.

El territorio de la comuna de Giurdignano, que se extiende sobre una superficie de 13 km, se ubica a una distancia de 45km de Lecce en dirección sudeste, y está situado cerca del cabo de Otranto, el punto más oriental de Italia.
El territorio se encuentra a una altura entre los 29 y 97 m s. n. m. con una altura media de 68 metros. Limita al norte con la ciudad de Otranto, al este con la comuna de Uggiano la Chiesa, al sur con la comuna de Minervino di Lecce, al oeste con las comunas de Giuggianello y Palmariggi.

## Clima
La estación meteorológica de referencia es la estación de Lecce Galatina. Bajo un promedio de referencia de treinta años (1971-2000), la temperatura media del mes más frío, enero, es de alrededor de ++8,6 °C, mientras que la del mes más cálido, agosto, es de unos +25,2 °C. La precipitación anual, es de alrededor de 639 mm, con un mínimo en la temporada de primavera-verano y un máximo en otoño-invierno.

## Historia

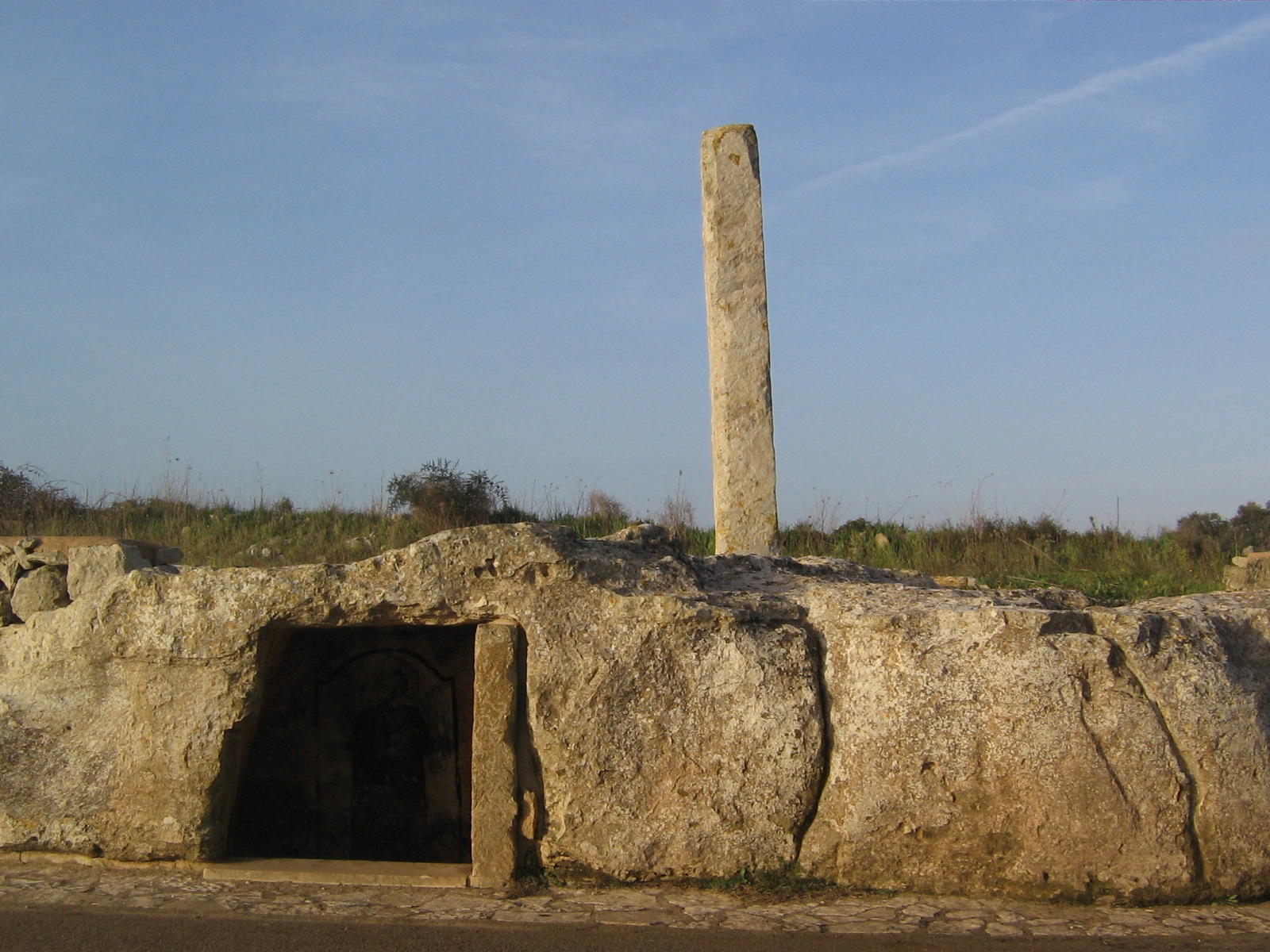
Giurdignano Menhir San Paolo.

El territorio de Guirdignano fue habitado desde la edad de bronce como es evidente por los numerosos monumentos megalíticos esparcidos en la zona y las localidades circundantes. Su centro fue antiguamente un castillo de Otranto y albergó un cuartel de invierno del ejército romano. Un signo de la presencia romana en Giurdinano son los restos de la necrópolis de la época imperial entre los siglos II y III d. C. Posteriormente durante la dominación bizantina de Salento, fue frecuentada por padres Basilianos los cuales introdujeron el rito bizantino y construyeron algunas criptas.

## Evolución demográfica
| Gráfica de evolución demográfica de Giurdignano entre 1861 y 2001 |
|                                                                   |
| Fuente ISTAT - elaboración gráfica de Wikipedia                   |